# Cantonul Lucerna
Lucerna (în germană Luzern) este un canton al Elveției. Se află în centrul țării, și are o populație de 350 600 de locuitori. Capitala cantonală este la Lucerna.

## Geografie
Lucerna se află în centrul Elveției. Aparține de bazinele hidrografice ale râurilor Reuss și Kleine Emme. Se află pe pantele nordice ale regiunii de piemont a Alpilor elvețieni. Cel mai înalt vârf al cantonului este Brienzer Rothorn cu 2 350m. Suprafața cantonului este de 1 493 km².

## Istorie
Cantonul Lucerna e format din teritoriile obținute de capitala Lucerna, fie prin tratate, ocupare armată sau cumpărare, majoritatea înainte de 1415. Lucerna deja se alăturase Confederației elvețiene în 1332. Cantonul a încercat pentru scurt timp urmărirea unei politici separatiste între 1841 și 1847, alăturându-se Sonderbund, care a fost dizolvat prin forță de o armată federală în 1847.

## Economie
Circa 90% din suprafața totală este pământ fertil. Agricultura este cea mai importantă sursă de venit, însă industria este de asemenea dezvoltată. Cele mai importante produse agricole sunt cerealele, fructele, și creșterea vitelor. Industria se concentrează pe textile, construcția de mașini, hârtie, prelucrarea lemnului, tutunul și metalurgia.
Turismul are o importanță deosebită. Cantonul Lucerna este o poartă către stațiunile din Alpii din apropiere, o mare parte din traficul ce tranzitează prin Elveția între Germania și Italia trece pe aici.

## Demografie
Populația este în mare parte germanofonă, iar marea majoritate este romano-catolică.